# ريك جيرارد
ريك جيرارد (بالفرنسية: Rick Girard)‏ (و. 1974  م) هو لاعب هوكي الجليد من كندا، وألمانيا، ولد في إدمونتون.

## روابط خارجية
- ريك جيرارد على موقع دوري الهوكي الوطني (الإنجليزية)
- ريك جيرارد على موقع EliteProspects.com (الإنجليزية)
- ريك جيرارد على موقع Eurohockey.com (الإنجليزية)
- ريك جيرارد على موقع HockeyDB.com (الإنجليزية)